# Mieczysław Popiel
Mieczysław Piotr Popiel (* 30. Juni 1904 in Kiew; † 20. November 1992) war ein Politiker der Polnischen Vereinigten Arbeiterpartei PZPR (Polska Zjednoczona Partia Robotnicza) in der Volksrepublik Polen, der unter anderem zwischen 1950 und 1956 Minister für Schifffahrt sowie von 1952 bis 1956 Mitglied des Sejm war.

## Leben

### Kommunistischer Funktionär, Zweiter Weltkrieg und Staatssekretär
Mieczysław Piotr Popiel, Sohn von Jan Popiel und dessen Ehefrau Bronisława, absolvierte ein Maschinenbaustudium und war danach als Maschinenbauingenieur tätig. Er war zwischen 1928 und 1929 Mitglied der Polnischen Sozialistische Partei PPS (Polska Partia Socjalistyczna) und trat zwei Jahre später 1931 als Mitglied in die Kommunistische Partei Polens KPP (Komunistyczna Partia Polski) ein. In den 1930er Jahren war er kommunistischer Aktivist unter dem Tarnnamen Mietek und ging nach dem Ausbruch des Zweiten Weltkriegs nach dem Überfall auf Polen durch die deutsche Wehrmacht im September 1939 in die Sowjetunion. Dort war er zwischen 1943 und 1944 als Vorstandsmitglied in dem im März 1943 gegründeten Bund Polnischer Patrioten ZPP (Związek Patriotów Polskich) engagiert. Am 24. Juli 1944 wurde er Mitglied der Polnischen Arbeiterpartei PPR (Polska Partia Robotnicza), die am 5. Januar 1942 im Untergrund in Warschau gegründet wurde. Am darauf folgenden 25. Juli 1944 wurde er zunächst für die ZPP kooptiertes Mitglied sowie am 9. September 1944 wurde er Mitglied des Nationalrates (Krajowa Rada Narodowa), dem er bis 1947 angehörte. Während dieser Zeit war er Vizevorsitzender des Industrieausschusses sowie des Ausschusses für Rückführungen und Niederlassungen. Zugleich war er Mitglied der Ausschüsse für Kommunikation, für Wiederaufbau, für Arbeit, Wohlfahrt und Gesundheit sowie für Genossenschaften, Versorgung und Handel.
Popiel war außerdem von September bis Dezember 1944 stellvertretender Leiter der Abteilung für Volkswirtschaft und Finanzen des Polnischen Komitees der Nationalen Befreiung (Polski Komitet Wyzwolenia Narodowego), des sogenannten „Lubliner Komitee“, ein von der Sowjetunion gestütztes und abhängiges kommunistisches Komitee, das gegen Ende des Zweiten Weltkrieges gegründet wurde. Danach war er zwischen Dezember 1944 und Februar 1945 im zweiten Kabinett von Ministerpräsident Edward Osóbka-Morawski.

### ZK-Mitglied, Schifffahrtsminister und Sejm-Abgeordneter
Danach fungierte Mieczysław Popiel zwischen dem 1. Februar 1945 und dem 30. November 1947 als Leiter der Industrieabteilung des Zentralkomitees (ZK) der PPR. Zugleich wurde er im Dezember 1945 Kandidat des ZK der PPR und behielt diese Funktion bis Dezember 1948. Er wurde 1947 für die PPR auch Mitglied des Gesetzgebenden Sejm (Sejm Ustawodawczy) und gehörte diesem für den Wahlkreis Nr. 41 Będzin bis 1952 an. Er war in dieser Zeit wiederum Vizevorsitzender des Industrieausschusses sowie Mitglied des Präsidiums der PPR-Fraktion. Darüber hinaus war er Mitglied der Ausschüsse für Kommunikation, für See- und Außenhandel, für Wirtschaftsplanung und Haushalt, für Industrie, für Finanzen und Haushalt sowie für Genossenschaften, Versorgung und Handel. Nach Änderung der Sejmordnung am 2. Juli 1949 wurde er Mitglied der Ausschüsse für See- und Außenwirtschaft und für Industrie. Er war zwischen November 1947 und Mai 1948 Vizepräsident des Zentralen Planungsamtes CUP (Centralny Urząd Planowania) und wurde daraufhin am 1. Mai 1948 Leiter der Kommunikationsabteilung des ZK der PPR. Auf dem I. (Gründungs-)Parteitag der Polnischen Vereinigten Arbeiterpartei PZPR (Polska Zjednoczona Partia Robotnicza) (15. bis 22. Dezember 1948) wurde er erstmals Mitglied des ZK und gehörte diesem Führungsgremium der Partei bis zum II. Parteitag (10. bis 17. März 1954) an. Zugleich wurde er am 15. Dezember 1948 Leiter der Kommunikationsabteilung des ZK der PZPR und hatte diese Funktion bis zum 31. Juli 1950 inne.
Als Nachfolger von Adam Rapacki übernahm Popiel am 13. Juli 1950 im ersten Kabinett von Ministerpräsident Józef Cyrankiewicz das Amt des Ministers für Schifffahrt (Minister żeglugi) und bekleidete dieses Amt zwischen dem 20. November 1952 und dem 18. März 1954 auch im Kabinett von Ministerpräsident Bolesław Bierut sowie vom 18. März 1954 bis zu seiner Ablösung durch Stanisław Darski am 13. November 1956 auch im zweiten Kabinett Cyrankiewicz. Am 20. November 1952 wurde er für die PZPR auch Mitglied des Sejm, in dem er bis zum 20. November 1956 den Wahlkreis Nr. 37 Gdynia vertrat. Auf dem II. Parteitag (10. bis 17. März 1954) verlor er seine Mitgliedschaft im ZK und wurde stattdessen nur noch Kandidat des ZK der PZPR, eine Funktion, die er nach seiner Bestätigung auf dem III. Parteitag (10. bis 19. März 1959) bis zum IV. Parteitag (15. bis 20. Juni 1964) behielt.

### Polnischer Oktober 1956 und weitere Verwendungen im Partei- und Staatsapparat

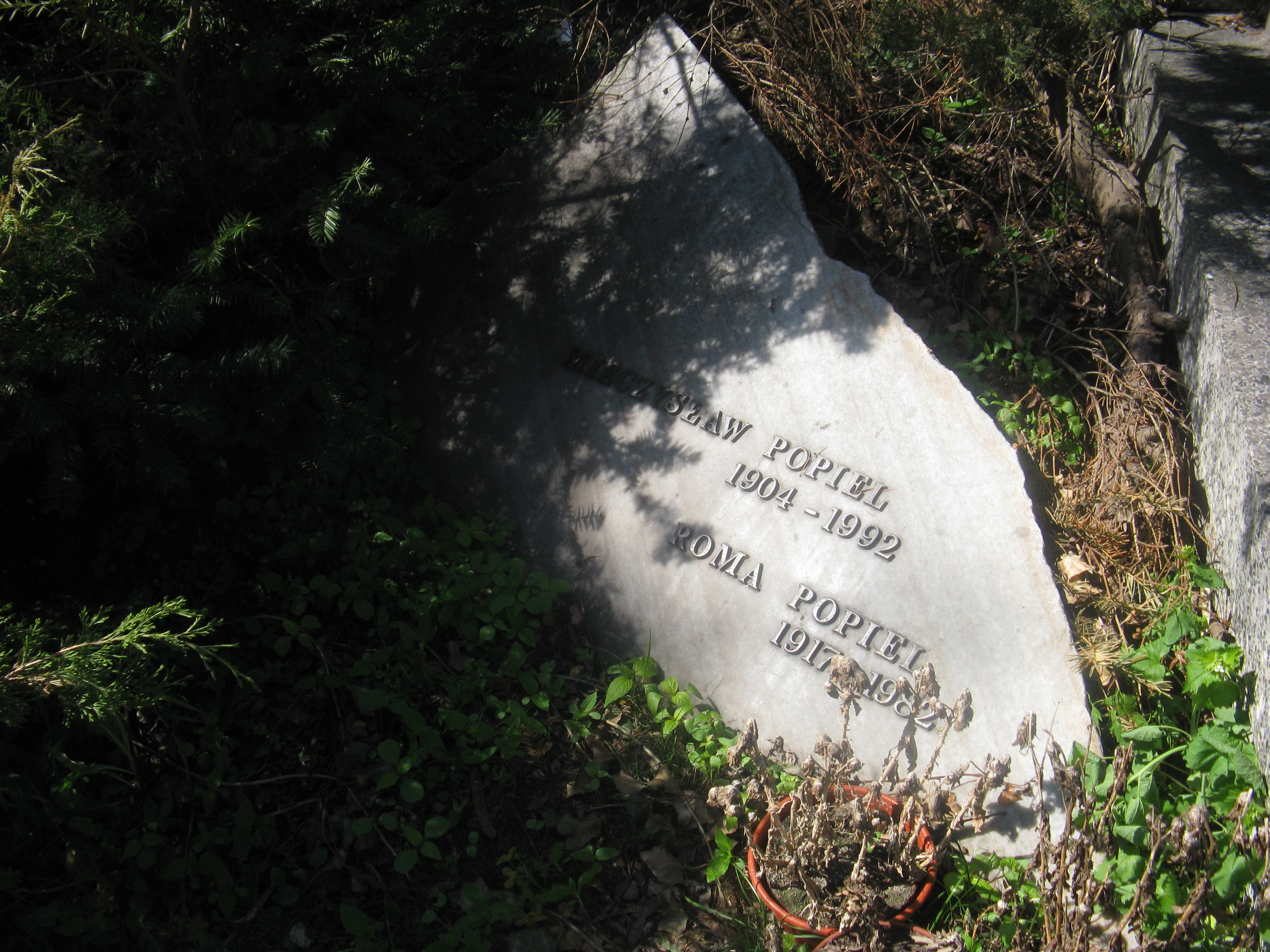
Grabstätte auf dem Warschauer Powązki-Militärfriedhof

Während der Zeit des Polnischen Oktober 1956 gehörte Mieczysław Popiel im Machtkampf innerhalb der PZPR der nach einem Komplex modernistischer Mietshäuser in der Ul. Puławska 24 und 26 in Warschau benannten „Pulawy“-Gruppe (Puławianie) unter Führung von Roman Zambrowski und Leon Kasman an, die hauptsächlich aus Intellektuellen und Aktivisten bestand, die im ersten Jahrzehnt Volkspolens aktiv waren. Die Pulawy-Fraktion stand in Opposition zur Natolin-Fraktion um Zenon Nowak, Wiktor Kłosiewicz, Hilary Chełchowski, Aleksander Zawadzki, Władysław Kruczek, Władysław Dworakowski, Kazimierz Mijal, Franciszek Mazur, Bolesław Rumiński, Franciszek Jóźwiak und Stanisław Łapot, die gegen die Liberalisierung des kommunistischen Systems war, und die nationalistische und antisemitische Parolen proklamierte, um in der PZPR an die Macht zu kommen.
Nach seinem Ausscheiden aus Sejm und Regierung wurde Popiel im Dezember 1956 an der Botschaft der Volksrepublik Polen in der Sowjetunion und war dort bis Ende 1959 Regierungsbevollmächtigter für die Rückführung von Polen aus der UdSSR. Am 10. März 1960 kehrte er in die zentrale Parteiverwaltung zurück und war dort anfangs bis zum 11. Juli 1964 Stellvertretender Leiter der Wirtschaftsabteilung des ZK der PZPR sowie im Anschluss zwischen dem 11. Juli 1964 und dem 29. Juni 1965 Stellvertretender Leiter der Abteilung für Schwerindustrie und Kommunikation des ZK der PZPR. Anschließend übernahm er am 21. Juni 1965 den Posten als Vertreter des Ministerrats für Wertstoffe im Ausschuss für Kleinindustrie und behielt diesen bis zu seinem Eintritt in den Ruhestand am 28. Februar 1968.
Für seine Verdienste wurde er Kommandeur des Ordens Polonia Restituta und erhielt die „Ludwik Waryński“-Medaille (Medal im. Ludwika Waryńskiego). Er war mit Roma Popiel (1917–1982) verheiratet und wurde nach seinem Tode auf dem Militärfriedhof des Warschauer Powązki-Friedhofes begraben.